# Епархия Тепика
Епархия Тепика (лат. Dioecesis Tepicensis) — епархия Римско-Католической церкви с центром в городе Тепик, Мексика. Епархия Тепика входит в митрополию Гвадалахары. Кафедральным собором епархии Тепика является церковь Непорочного зачатия Пресвятой Девы Марии.

## История
23 июня 1891 года Римский папа Лев XIII издал буллу «Illud in Primis», которой учредил епархию Тепика, выделив её из архиепархии Гвадалахары.

## Ординарии епархии
- епископ Ignacio Díaz y Macedo (19.01.1893 — 14.06.1905);
- епископ Andrés Segura y Domínguez (6.08.1906 — 13.08.1918);
- епископ Manuel Azpeitia Palomar (10.08.1919 — 1.03.1935);
- епископ Anastasio Hurtado y Robles (21.12.1935 — 13.07.1970);
- епископ Адольфо Антонио Суарес Ривера (14.05.1971 — 8.05.1980) — кардинал с 26.11.1994 года;
- епископ Alfonso Humberto Robles Cota (12.01.1981 — 21.02.2008);
- епископ Ricardo Watty Urquidi (21.02.2008 — † 1.11.2011);
- епископ Luis Artemio Flores Calzada (30.03.2012 — по настоящее время).

## Источник
- Annuario Pontificio, Ватикан, 2005